# Belarmino Correa Yepes
Belarmino Correa Yepes MXY (* 14. Juli 1930 in Briceño; † 20. März 2020 in Villavicencio) war Bischof von San José del Guaviare.

## Leben
Belarmino Correa Yepes trat der Ordensgemeinschaft der Misioneros Javerianos de Yarumal bei und empfing am 15. August 1957 die Priesterweihe.
Papst Paul VI. ernannte ihn am 30. Oktober 1967 zum Apostolischen Präfekten von Mitú. Papst Johannes Paul II. ernannte ihn am 19. Januar 1989 zum Apostolischen Vikar von San José del Guaviare und Titularbischof von Horrea Coelia. Der Apostolische Nuntius in Kolumbien, Angelo Acerbi, spendete ihm am 8. April desselben Jahres die Bischofsweihe; Mitkonsekratoren waren Jesús Emilio Jaramillo Monsalve MXY, Bischof von Arauca, und Heriberto Correa Yepes MXY, Apostolischer Vikar von Buenaventura. 
Der Papst erhob am 29. Oktober 1999 das Apostolische Vikariat zum Bistum und somit wurde er der erste Bischof von San José del Guaviare. Am 17. Januar 2006 nahm Papst Benedikt XVI. seinen altersbedingten Rücktritt an.